# 安德鲁·威廉·梅隆

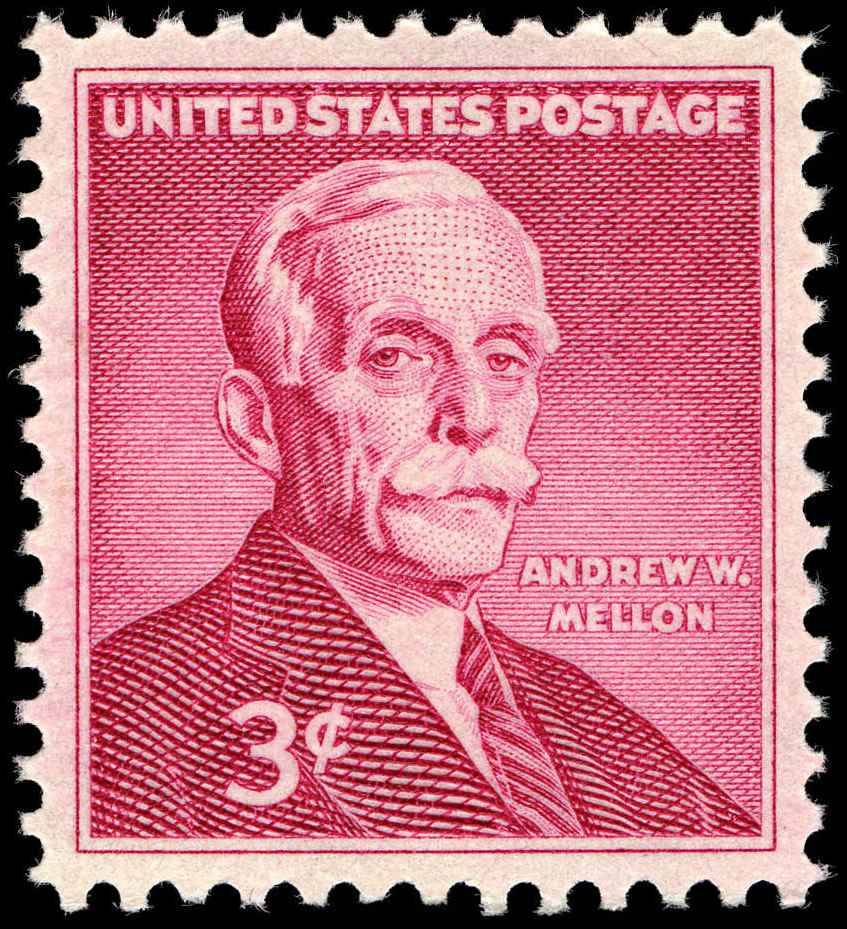
安德鲁·威廉·梅隆

安德鲁·威廉·梅隆（英語：Andrew William Mellon，1855年3月24日—1937年8月27日），美国银行家、实业家、慈善家、艺术品收藏家、政治家，美国共和党成员，曾任美国财政部长（1921年－1932年）和美国驻英国大使（1932年－1933年）。他来自宾夕法尼亚州匹兹堡富有的梅隆家族，1873年畢業於西部賓州大學，也就是現今的匹茲堡大學。他在从政之前建立了庞大的商业帝国；在镀金时代和进步时代，他也是共和党有影响力的捐赠者。
梅隆是唯一一位历经三任总统（沃伦·G·哈定、卡尔文·柯立芝和赫伯特·胡佛，这三人都是共和党成员）的财政部长，任期内经历了咆哮的二十年代的繁荣岁月和1929年大萧条。梅隆是保守的共和党人，他赞成在第一次世界大战后减少税收和国家债务的政策。梅隆试图在第一次世界大战后改革联邦税收，削减高收入者的税收，但留下累进所得税。梅隆的一些建议是由1921年的《收入法》和1924年的《收入法》颁布的，但直到1926年《收入法》通过，"梅隆计划"才得以完全实现。他还主持了国家债务的削减，在20世纪20年代，国家债务大幅下降。梅隆在国家和国家政治中的影响力在柯立芝总统任期内达到了顶峰。记者威廉·艾伦·怀特指出，"在柯立芝政府达到顶峰的时期，安德鲁·梅隆完全控制了白宫，因此将联邦政府称为柯立芝和梅隆共治。
梅隆的全国声誉在1929年华尔街股灾和大萧条爆发后崩溃。梅隆参与了胡佛政府为振兴经济和维护国际经济秩序所做的各种努力，但他反对政府直接干预经济。在国会开始对梅隆进行弹指程序后，胡佛总统将梅隆调任美国驻英国大使一职。在胡佛在1932年富兰克林·罗斯福的总统选举中失利后，梅隆恢复了个人生活。从1933年开始，联邦政府对梅隆展开了税务欺诈调查，导致一起备受瞩目的案件以梅隆的无罪开脱而告终。在他去世前不久，1937年，梅隆帮助建立了国家美术馆。他的慈善努力在后来成立的卡内基梅隆大学和国家美术馆方面发挥了重大作用。他在纽约州南安普敦逝世。